# Musée gaumais
 (février 2021).
Si vous disposez d'ouvrages ou d'articles de référence ou si vous connaissez des sites web de qualité traitant du thème abordé ici, merci de compléter l'article en donnant les références utiles à sa vérifiabilité et en les liant à la section « Notes et références ».
 (février 2021).
La mise en forme du texte ne suit pas les recommandations de Wikipédia : il faut le « wikifier ».
Les points d'amélioration suivants sont les cas les plus fréquents. Le détail des points à revoir est peut-être précisé sur la page de discussion.
- Les titres sont pré-formatés par le logiciel. Ils ne sont ni en capitales, ni en gras.
- Le texte ne doit pas être écrit en capitales (les noms de famille non plus), ni en gras, ni en italique, ni en « petit »…
- Le gras n'est utilisé que pour surligner le titre de l'article dans l'introduction, une seule fois.
- L'italique est rarement utilisé : mots en langue étrangère, titres d'œuvres, noms de bateaux, etc.
- Les citations ne sont pas en italique mais en corps de texte normal. Elles sont entourées par des guillemets français : « et ».
- Les listes à puces sont à éviter, des paragraphes rédigés étant largement préférés. Les tableaux sont à réserver à la présentation de données structurées (résultats, etc.).
- Les appels de note de bas de page (petits chiffres en exposant, introduits par l'outil «  Source ») sont à placer entre la fin de phrase et le point final[comme ça].
- Les liens internes (vers d'autres articles de Wikipédia) sont à choisir avec parcimonie. Créez des liens vers des articles approfondissant le sujet. Les termes génériques sans rapport avec le sujet sont à éviter, ainsi que les répétitions de liens vers un même terme.
- Les liens externes sont à placer uniquement dans une section « Liens externes », à la fin de l'article. Ces liens sont à choisir avec parcimonie suivant les règles définies. Si un lien sert de source à l'article, son insertion dans le texte est à faire par les notes de bas de page.
- La présentation des références doit suivre les conventions bibliographiques. Il est recommandé d'utiliser les modèles {{Ouvrage}}, {{Chapitre}}, {{Article}}, {{Lien web}} et/ou {{Bibliographie}}. Le mode d'édition visuel peut mettre en forme automatiquement les références.
- Insérer une infobox (cadre d'informations à droite) n'est pas obligatoire pour parachever la mise en page.

Pour une aide détaillée, merci de consulter Aide:Wikification.
Si vous pensez que ces points ont été résolus, vous pouvez retirer ce bandeau et améliorer la mise en forme d'un autre article.
Le Musée gaumais, ou Musée de la vie gaumaise, est une institution culturelle et historique sise à Virton dans la province de Luxembourg, en Belgique. Fondé en 1939 le musée rassemble dans ses collections tout ce qui a trait à l’archéologie, l’art, les traditions, l’ethnographie civile, religieuse et industrielle de la Gaume, région de l’extrême-sud de la province de Luxembourg en Belgique. Les dix communes de l'arrondissement administratif de Virton, correspondant à  la région gaumaise y participent.

## Histoire

### Couvent des Récollets
Les moines Récollets, ordre religieux mendiant issu de la tradition franciscaine, s’établissent à Virton en 1659.  Le couvent de Virton est leur quatrième et dernière fondation dans le duché de Luxembourg. Avec la création du collège Saint-Laurent, et la construction d’une église plus vaste que l’église paroissiale même, il devient le premier en importance. Le couvent est supprimé et les moines expulsés lors des troubles qui suivent la Révolution française.

### Du couvent au musée
Les vastes bâtiments du couvent et collège récollet furent diversement réaffectés durant le XIXe siècle : justice de paix, hospice civil, gendarmerie, maisons particulières. En 1899 un grave incendie en détruisit une grande partie. Seul l’hospice résiduel, dépendant alors de la "Commission d'Assistance publique" (C.A.P.) est préservé. Il est géré par des religieuses de la Doctrine chrétienne.
En 1938, une première restauration a lieu en vue de réaffecter ce qui reste du couvent en un ‘Musée de la vie gaumaise’.  Edmond Fouss (1894-1987) est le grand promoteur du projet du musée : celui-ci est inauguré en 1939.
La construction du clocher en 1968 – avec horloge, cloche et jacquemart en habit de moine récollet -  rappelle le passé religieux du bâtiment.

### Le musée
Edmond-Pierre Fouss, professeur à l'Athénée royal de Virton, est considéré comme le fondateur du musée. À l'origine, il s'agit un musée ethnographique régional, relatif à tous les aspects passés et présents de la Gaume (région méridionale de la Belgique). Bien qu'originaire d'Athus (région d'Arlon), le fondateur, enseignant à Virton, discerna vite les particularismes locaux sur le plan du dialecte, du relief et de la géologie. Ces trois éléments y ont conditionné des modes de vie sensiblement différents de ses voisines, l'Ardenne belge (au nord) et le Pays d'Arlon (ou Arelerland) à l'est.  Ces particularités, qui ont des apparentements certains avec la Lorraine française, l'incitèrent à faire valoir les atouts patrimoniaux de cette petite région en créant un musée. Toutefois, le territoire concerné par le Musée gaumais se comprend au sens large, dans toute sa perspective historique liée, au cours du temps, au Comté de Chiny, au Duché de Luxembourg, au Saint-Empire romain germanique, et aux dominations successivement espagnole, autrichienne, française et hollandaise de la Belgique.
Mais Edmond Fouss n'est pas seul dans l'aventure. Il a, certes, de nombreux centre d'intérêts personnels: histoire, anthropologie, géographie, naturalisme, archéologie... Mais il trouve l'aide effective et les informations nécessaires chez trois hommes du cru auprès desquels il satisfait une curiosité insatiable: le ferronnier virtonnais Julien Lorrain (héritier de celui de l'abbaye d'Orval, Claude Lorrain), le meunier de Saint-Mard et folkloriste, Prosper Michel et enfin, Joseph Didier dit "le Père Peuple", un "coureur de bois" de Fratin, archéologue amateur et connaisseur des choses de la nature.
En 1939, soutenu par la Ville Virton, le Musée gaumais  s'installe dans les bâtiments de l'ancien couvent des Récollets de Virton (XVIIe-XVIIIe siècle). Ceux-ci, après la Révolution française, avaient été reconvertis en Assistance publique, puis subirent divers dommages dus à des incendies et des reconversions. En 1944, le simple "Comité des amis du Musée" se fonde en "Association sans but lucratif" (ASBL) de droit belge.

## Le Pays gaumaiset autres publications
Dès sa création, le Musée gaumais n'est pas une simple marotte de collectionneur, mais se veut un outil scientifique, au service de la population et des chercheurs, à l'instar du Musée de la Vie wallonne (Liège), ou du Musée lorrain (Nancy), sur lesquels il calque sa politique selon les termes des missions muséales définies par l'International Council of Museums (ICOM), auquel il adhère. Il abrite l'embryon d'une bibliothèque, devenue depuis un important Centre de documentation ("Maison de l'ABC", 1967). À l'aube de la Seconde Guerre, sort le premier fascicule de sa revue "Le Pays gaumais, La terre et les hommes", toujours édité aujourd'hui. Publiant des articles de toute nature sur le patrimoine historique, naturel ou culturel de la Gaume, elle permet de faire connaître la région et d'entretenir des relations aux niveaux national et international avec les scientifiques. Dans l'intervalle, le Musée gaumais publie aussi, chaque trimestre ou chaque semestre, un bulletin de liaison avec ses membres, intitulé "Chronique du Musée". On y trouve les événements qui émaillent son existence, et de courts, mais précieux articles de vulgarisation sur le patrimoine régional écrits par de multiples contributeurs et historiens confirmés ou amateurs. À côté de ces périodiques, le Musée édite bien entendu des catalogues d'exposition, des guides ou des ouvrages sur la Gaume.

## Les "musées-satellites"
Mettant en valeur une partie du cloître et quelques salles voûtées sous croisées d'ogives, le Musée gaumais de Virton rencontre rapidement le succès, malgré les années de guerre qui surviennent lors de son installation. Il expose alors, pêle-mêle dans des intérieurs chaleureusement reconstitués, des artistes régionaux importants, des objets archéologiques, des meubles anciens, des ateliers d'artisans et maints objets et ustensiles domestiques. Edmond Fouss alimente ses collections sans difficulté, grâce à une politique d' "Expositions au village", événement itinérant en Gaume destiné à sensibiliser les Gaumais à leur identité culturelle. À ces occasions, les dons des habitants rencontrés sont nombreux. Conséquemment à celles-ci, fait naître chez l'homme le désir d'installer des antennes décentralisées, petits musées locaux, mettant en valeur un patrimoine particulier. Naîtront alors une série de musées-satellites qui, aujourd'hui encore, font la renommée et l'originalité du Musée gaumais dans le paysage muséal.
1955 voit la création du petit "musée du Potier" à Huombois (Etalle), sur les fouilles d'un four de potier gallo-romain. Le terrain est offert au Musée par le cultivateur local, M. Bâlon; la scénographie sera conçue par le responsable de la fouille, l'archéologue belge Joseph Mertens.
En 1958, création du Parc archéologique de Montauban-Buzenol, sur le site d'une fortification celtique en éperon barré et d'un donjon carolingien du IXe siècle. Là encore, Joseph Mertens a repris des fouilles de 1913 effectuées par E. Rahir et inspecte le rempart. C'est alors qu'est découvert une série de bas-reliefs gallo-romains du IIe siècle avec, parmi eux, la Moissonneuse des Trévires. Ce bas-relief, illustrant la récolte des céréales au moyen d'une machine, fait écho au texte de Pline l'ancien, qui la décrivait déjà au Ier siècle. Vu le succès international remporté par cette découverte, la commune de Buzenol met à disposition du Musée gaumais, une parcelle de terrain sur les lieux mêmes de la découverte afin d'y construire un musée lapidaire. Ce sera chose faite en 1959, grâce à des fonds attribués par l'État aux provinces belges à l'occasion de l' Exposition universelle de Bruxelles (1958). C'est d'ailleurs l'un des architectes modernistes de cette exposition internationale, Constantin BRODZKI, qui signe, avec le scénographe Corneille HANNOSET, les plans de ce qu'il nommera lui-même "un musée de poche". Constantin Brodzki sera encore présent lors du jubilé de cette création, en 2009.
En 1965, la famille BRAFFORT de Montquintin (Rouvroy) cède au Musée gaumais une petite maison du XVIIIe siècle, anciennement maison du marguillier et ferme de la dîme, reconvertie en école durant le XIXe siècle. S'agissant d'un exemple-type parfaitement conservé de l'architecture vernaculaire, Fouss y fonde sa troisième antenne: le "musée de la Vie paysanne", premier éco-musée créé en Belgique. Il y expose le mode de vie modeste et les techniques agricoles en vigueur aux siècles précédents. Il y organise diverses animations et notamment des soirées-contes au coin du feu pour les enfants de la région.
En 1969, à l'issue d'une exposition à Latour (Virton) en 1964, le Musée gaumais fonde son quatrième musée: le "musée Baillet-Latour et de la Guerre en Gaume". Du 23 au 25 août 1914, dans le contexte de la "Bataille des Frontières", la Gaume a en effet souffert des combats franco-allemands; de nombreux villages furent incendiés et leurs habitants massacrés. Latour, notamment, vit 71 hommes réquisitionnés par l'envahisseur et arbitrairement fusillés. Ce musée local expose essentiellement des souvenirs des deux Guerres mondiales. La famille Baillet-Latour, seigneur du lieu au XVIIIe siècle, y est également évoquée. Pour cette antenne, il trouvera des collaborateurs enthousiastes en la personne du curé, l'abbé Hallebardier, et de l'instituteur, Jean Dauphin. Ce dernier animera les lieux avec cœur jusqu'à son décès en 2016.
En 1973, à l'occasion de la découverte remarquable des thermes gallo-romains de Vertunum (Vieux-Virton) et d'un hypocauste parfaitement conservé, c'est le tour du village de Saint-Mard (Virton) d'accueillir une antenne du Musée gaumais, le "musée du vannier" (la vannerie étant un artisanat traditionnel renommé de la localité). Il l'installe encore une fois dans une ferme traditionnelle prêtée par les demoiselles HENRY, dans le jardin desquelles se trouvent les vestiges archéologiques mis en valeur. Malheureusement, faute d'intérêt, celui-ci fermera peu après, le bâtiment sera vendu et l'hypocauste détruit.
Mais Fouss, outre ses multiples passions, a aussi compris que son musée doit devenir un point de repère incontournable dans sa ville d'origine. Dès 1946, il a acquis un mouvement d'horloge et un cadran à une aiguille de 1758, démontés de l'église de Gérouville (Meix-devant-Virton). En 1968, il fait construire, accolé au musée de Virton, un clocher à bulbe où s'exposera ce mécanisme séculaire, qu'il agrémente d'un jaquemart doré à la feuille en forme de moine récollet. Pari gagné, car le caractère insolite  en fait vite l'emblème du musée puis de la ville, repris sur des timbres de la poste belge et des publicités locales.

## Extensions in situ
Edmond Fouss décède en 1987, non sans s'être auparavant trouvé un successeur en 1978 en la personne de Gérard LAMBERT. Cet archéologue d'envergure ajoute encore à la dimension scientifique de l'institution par les nombreuses fouilles archéologiques auxquelles il procède: gallo-romaines (villa de Torgny-Rouvroy, villa de Sivry-Etalle, puits de Château-Renaud...), mérovingiennes (nécropoles de Beauregard-Rouvroy, de Torgny) ou médiévales (Autelbas-Arlon). La richesse et l'accroissement des collections lui suggèrent la construction d'une aile contemporaine plus vaste, jouxtant le musée d'origine. Celle-ci, conçue par les architectes F. Bodson et J.-P. Claisse, est inaugurée en 1992. Elle permet aujourd'hui d'étendre les galeries de façon différenciée, dans une scénographie plus professionnelle:  Contes et légendes, Archéologie, Beaux-arts, Croyances et coutumes complètent le noyau de l'artisanat et des traditions populaires, laissé intact mais amélioré.

## Gardien du Patrimoine
Entre temps, sensibles au travail du Musée gaumais, des personnes ou des pouvoirs publics lui confient ou lui cèdent des monuments qui méritent l'attention, mais dont la sauvegarde pose problème: les polissoirs néolithiques du Bruzel à  Saint-Mard, le dolmen de Gomery, les ruines du château de Montquintin (XIIIe-XVIIIe siècles) ou, plus récemment, la chapelle Jacquet à Musson (XVIIIe siècle). Entretenant de nombreux partenariats, le Musée gaumais collabore à maintes initiatives privées ou publiques et est considéré comme un organe de référence en matière de conservation et de réaffectation du Patrimoine mobilier ou immobilier.

## Vie actuelle et nouveaux projets
D'un "musée régional d'art et de traditions populaires", le Musée gaumais s'est mué en ce qu'on appelle aujourd'hui, un "musée de société". Par son importance, il est reconnu en Catégorie B par la Fédération Wallonie-Bruxelles, qui lui apporte son soutien, avec celui de la plupart des communes de Gaume et de la Province de Luxembourg. Après la disparition d'Edmond Fouss et de son successeur Gérard LAMBERT (1992), les conservateurs successifs: Carole HENRICOT-LAMBERT (1993-1995), Constantin CHARIOT (1996-2008), Didier CULOT (2009 -2023), mus par le désir de développer l'institution tout en respectant l'acquis, incitent progressivement le Conseil d'administration de l'époque, à doter l'institution de nouveaux équipements et de galeries modernes: l'archéologie s'étendra sur un plateau distinct de 300 M2 dès 1993, les Beaux-arts seront mis en valeur adéquatement en 1997 puis encore étendus sur 400 M2 en 2010. En 2009, le musée est reconnu en Catégorie B - la 2ème en importance en Wallonie- par son pouvoir de tutelle, la Fédération Wallonie-Bruxelles (FRB). La section des Contes et légendes est renouvelée en 2010 et un jardin est aménagé. Vu la diversité des thématiques proposées par le musée, l'afflux continu d'œuvres d'art et d'objets de valeur, et l'absence d'espace exclusivement dévolu aux expositions temporaires, posent cependant problème. En 2014, le Président du Musée, Joseph MICHEL, charge alors le conservateur, Didier Culot, de relancer un vieux projet d'extension (1966), dans la partie gauche de l'ancien musée alors désaffectée. Ce sera la "Galerie du Récollet", conçue avec le concours de l'architecte Bernard Willaime et inaugurée en septembre 2020. À cette occasion, une bonne partie des réserves hétéroclites sont assainies et inventoriées. Ce nouvel espace de 3 x 120 M2 permet au Musée de proposer de multiples activités et des expositions sur des thèmes variés, soit par des artistes ou organisateurs extérieurs, soit pour mettre en valeur certains fonds importants de ses propres collections. Il offre aussi la possibilité d'organiser des événements d'entreprises. En 2021, une 7ème antenne extérieure voit le jour à Saint-Léger, afin d'y exposer les remarquables sarcophages mérovingiens mis au jour accidentellement et valorisés lors de deux campagnes de fouilles menées par l'AWaP, sous la direction de l'archéologue Denis Henrotay. Fin 2022, le musée se voit, pour la quatrième fois consécutive, reconnu en Catégorie B par la Fédération Wallonie-Bruxelles;